# Bàn đạp

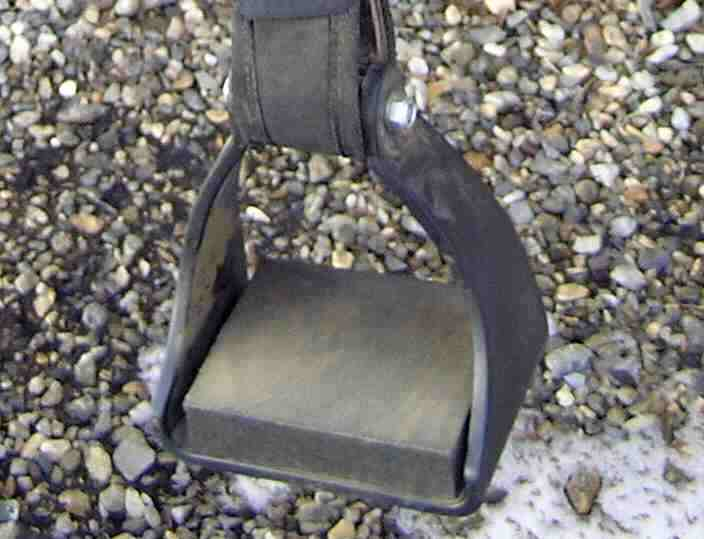
Một bàn đạp làm việc hiện đại trên yên

Bàn đạp là khung hoặc vòng nhẹ giữ chân người cưỡi ngựa, gắn vào yên bằng dây đeo, thường được gọi là dây bàn đạp. Các cánh khuấy thường được ghép nối và được sử dụng để hỗ trợ cho việc gắn kết và như một sự hỗ trợ trong khi sử dụng động vật cưỡi (thường là ngựa hoặc loài gần khác, chẳng hạn như con la). Chúng làm tăng đáng kể khả năng của người cưỡi ngựa và điều khiển thú cưỡi, tăng tính hữu dụng của động vật đối với con người trong các lĩnh vực như giao tiếp, vận chuyển và chiến tranh.
Trong thời cổ đại, các thiết bị hỗ trợ chân sớm nhất (xuất hiện ở Ấn Độ vào thế kỷ thứ 2 TCN) bao gồm các tay đua đặt chân dưới một cái dầm hoặc sử dụng một vòng chân đơn giản. Sau đó, một chiếc bàn đạp đơn đã được sử dụng như một thiết bị hỗ trợ gắn kết, và những chiếc bàn đạp được ghép nối xuất hiện sau khi phát minh ra yên xe. Ở Trung Quốc, bàn đạp đã xuất hiện trong vài thế kỷ đầu tiên sau Công nguyên và có thể đã lan rộng về phía tây thông qua các dân tộc du mục ở Trung Âu. Một số học giả tin rằng người Sarmati là người đầu tiên nghĩ ra bàn đạp thực sự trong thế kỷ thứ nhất TCN. Việc sử dụng các món khuấy trộn được ghi nhận vào thời nhà Jin của Trung Quốc và đến châu Âu trong thời trung cổ. Một số ý kiến cho rằng bàn đạp là một trong những công cụ cơ bản được sử dụng để tạo ra và truyền bá nền văn minh hiện đại, có thể quan trọng như bánh xe hoặc máy in ép.